# Броницька Гута
Броницька Гу́та (раніше — Броницький Завод) — село в Україні, у Городницькій селищній територіальній громаді Звягельського району Житомирської області. Кількість населення становить 1 034 особи (2001). У 1938—97 роках — селище міського типу, центр Броницькогутянської селищної ради, у 1997—2018 роках — Броницькогутянської сільської ради.

## Загальна інформація
Розташоване за 160 км від обласного центру, м. Житомир, 55 км від районного центру, м. Звягель, залізничної станції Звягель I та автодороги Київ—Чоп. Село перетинає автошлях Звягель—Червона Воля. Корисні копалини: глина, пісок і торф.

## Населення
На 1923 рік нараховувалося 74 двори та 440 мешканців.
За даними перепису населення СРСР 1939 року чисельність населення становила 1 412 осіб, з них українців — 1 010, росіян — 82, німців — 12, євреїв — 166, поляків — 136, інших — 6.
Станом на 1972 рік кількість населення становила 1 500 осіб, дворів — 333.
Відповідно до результатів перепису населення СРСР, кількість населення, станом на 12 січня 1989 року, становила 1 097 осіб. Станом на 5 грудня 2001 року, відповідно до перепису населення України, кількість мешканців села становила 1 034 особи.

## Історія
Засноване 1909 року, за іншими даними, 1910 року, коли почалося будівництво шклозаводу. Слобода Броницький Завод входила до складу Селищської волості Ровенського повіту Волинської губернії. 27 травня 1921 року включена до складу Голишівської волості Коростенського повіту.
У 1923 році — хутір, включений до складу новоствореної Броницької сільської ради, котра, 7 березня 1923 року, увійшла до складу новоутвореного Олевського району Коростенської округи. Відстань до районного центру, містечка Олевськ, становила 44 версти, до центру сільської ради, с. Брониця — 3 версти. 25 січня 1926 року, в складі сільської ради, переданий до Городницького району Коростенської округи. 10 грудня 1938 року, відповідно до постанови Житомирського обласного організаційного комітету «Про реалізацію Указу Президії Верховної Ради УРСР…», населений пункт віднесено до категорії селищ міського типу з утворенням Броницько-Гутянської селищної ради.
У 1920—39 роках в селі розміщувалася прикордонна військова комендатура. У 1929 році збудовано торфозавод.
На фронтах Другої світової війни воювали 380 жителів селища, 40 — в партизанських з'єднаннях. 78 осіб загинуло, 145 нагороджені орденами та медалями.
В радянські часи в селищі функціонували шклозавод і торфопідприємство. Були середня школа, клуб, бібліотека, лікарня, амбулаторія, аптека, дитячі ясла, чотири магазини, побутова майстерня, відділення зв'язку.
28 листопада 1957 року, внаслідок ліквідації Городницького району, селище міського типу, разом із селищною радою, включене до складу Ємільчинського району Житомирської області. 23 травня 1960 року, відповідно до рішення Житомирського облвиконкому № 543 «Про зміни в адміністративно-територіальному поділі Ємільчинського і Новоград-Волинського районів», Броницько-Гутянську селищну раду передано до складу Новоград-Волинського району Житомирської області.
23 липня 1991 року, відповідно до постанови Кабінету Міністрів Української РСР № 106 «Про організацію виконання постанов Верховної Ради Української РСР…», село віднесене до зони гарантованого добровільного відселення (третя зона) внаслідок аварії на Чорнобильській АЕС.
17 квітня 1997 року, відповідно до рішення Житомирської обласної ради «Про внесення змін в адміністративно-територіальний устрій окремих районів», населений пункт віднесено до категорії сіл, селищну раду найменовано сільською.
30 серпня 2018 року село увійшло до складу Городницької селищної територіальної громади Новоград-Волинського району Житомирської області.

## Відомі люди
- Жайворон Володимир Гнатович (1923—1944) — учасник Другої світової війни, Герой Радянського Союзу.